# Holstein-Gottorp
Holstein-Gottorp, švedska kraljevska dinastija koja je vladala Kraljevinom Švedskom od 1751. do 1818. godine i Norveškom od 1814. do 1818. godine. Mlađi je ogranak danske dinastije Oldenburg.

## Švedski kraljevi
- Adolf Fridrik (1751. – 1771.)
- Gustav III. Švedski (1771. – 1792.)
- Gustav IV. Adolf (1792. – 1809.)
- Karlo XIII. (1809. – 1818.)

## Norveški kraljevi
- Karlo II. (1814. – 1818.)